# كورنيليا غيست
كورنيليا غيست (بالإنجليزية: Cornelia Guest) هي سيدة أعمال أمريكية، ولدت في 28 نوفمبر 1963 في بالم بيتش في الولايات المتحدة.

## وصلات خارجية
- كورنيليا غيست على موقع IMDb (الإنجليزية)
- كورنيليا غيست على موقع قاعدة بيانات الفيلم (الإنجليزية)